# Meteorus corax
Meteorus corax är en stekelart som beskrevs av Marshall 1898. Meteorus corax ingår i släktet Meteorus och familjen bracksteklar. Arten är reproducerande i Sverige. Inga underarter finns listade i Catalogue of Life.